# GRAIL

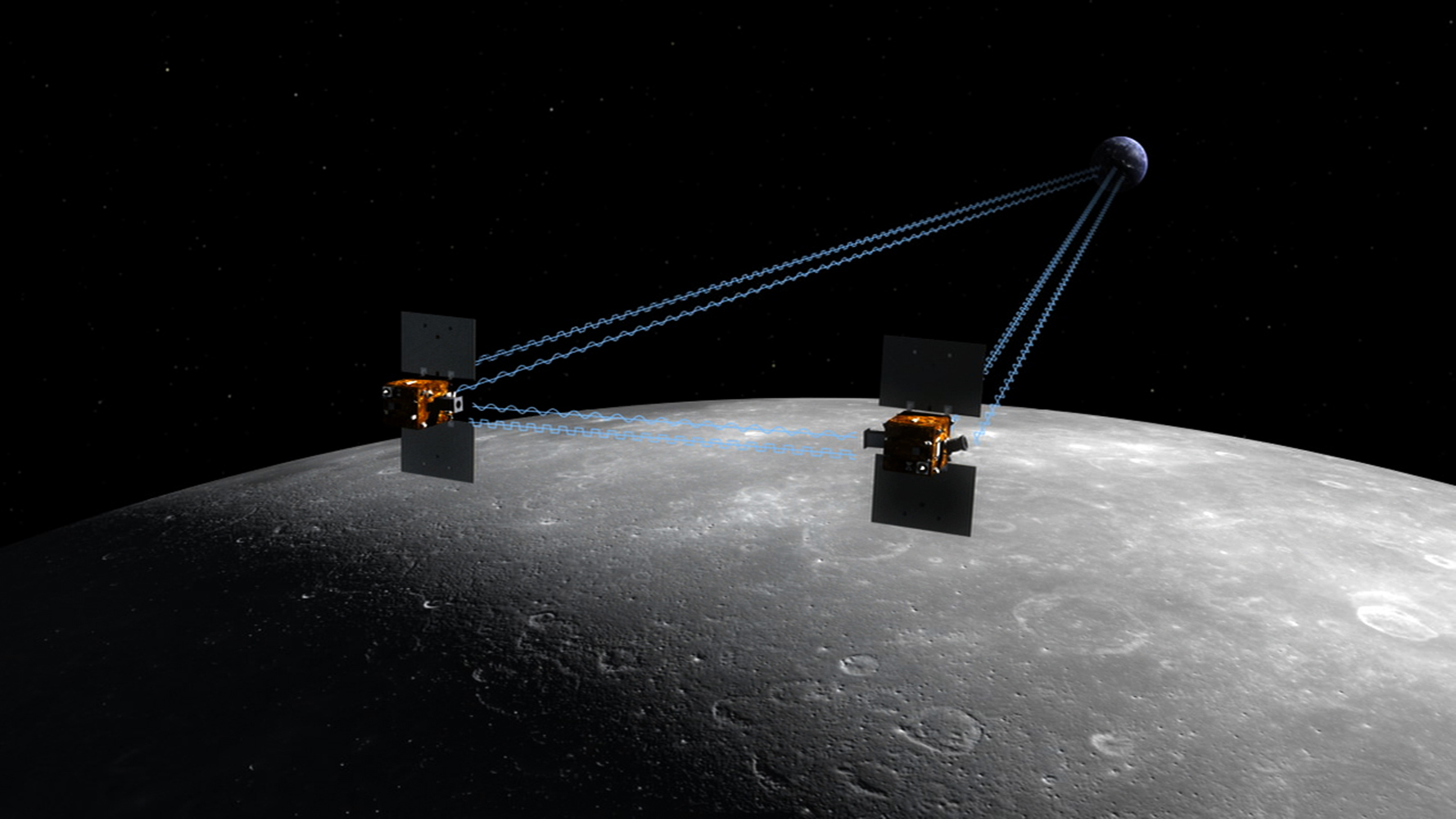
GRAIL в дії

The Gravity Recovery and Interior Laboratory (GRAIL) — програма вивчення гравітаційного поля і внутрішньої будови Місяця космічними апаратами, які були запущені 10 вересня 2011 року за допомогою ракети Delta-2 в її найпотужнішій конфігурації — 7920Н-10. Проєкт очолює голова департаменту Earth, Atmospheric and Planetary Sciences Массачусетського Технологічного Інституту Марія Зубер.
Абревіатура GRAIL відсилання до англійського «grail», цебто Грааль.
На початку січня 2012-го апарати вийшли на орбіту Місяця, а безпосередньо наукова місія почалася в березні 2012 року.

## Місія
10 вересня 2011 зв'язка з двох однотипних зондів GRAIL стартувала з космодрому на мисі Канаверал. У космічний простір невеликі апарати, сумарна маса яких становить близько 730 кг, вивела ракета-носій «Дельта-2». Пуск, спочатку намічений на 8 вересня, затримали несприятливі погодні умови та додаткові технічні перевірки, але сам політ минув у штатному режимі. Зонди відділилися від «Дельти-2» і розгорнули свої сонячні панелі.
Основним завданням місії було вивчення гравітаційного поля та внутрішньої будови Місяця. Апарати GRAIL-A («Ебб») і GRAIL-B («Флоу») були виведені для руху однією орбітою навколо нашого супутника на висоті близько 55 кілометрів над поверхнею, не відходячи один від одного на велику відстань і відчуваючи дію гравітаційної сили, яка змінюється залежно від рельєфу місцевості, над якою вони пролітають, і від розподілу маси в надрах Місяця. Такі зміни повинні призводити до зміщення GRAIL-A щодо GRAIL-B, що і допоможе вченим, які реєструють ці незначні зрушення, скласти точну мапу гравітаційного поля.
Подорож до Місяця тривала три з половиною місяця: GRAIL-A вийшов на орбіту Місяця 31 грудня, а GRAIL-B — 1 січня 2012-го. На досягнення потрібних орбіт і «розстановку» зондів пішло ще кілька тижнів, а потім стартувала 82-денна програма вимірювань. Протягом цих 82 днів апарати синхронно передавали на Землю відомості телеметрії, на підставі яких учені зможуть скласти найточнішу мапу гравітаційного поля Місяця насьогодні. За 40 днів після завершення місії зонди мали впасти на місячну поверхню. Планується, що аналіз даних, отриманих за допомогою супутників, займе рік. Проте місію було продовжено, спочатку до травня 2012 року, далі до грудня того року.
Зведення відпрацьованих космічних апаратів з орбіти Місяця розпочалося 14 червня 2012 року. Перед падінням «Ебб» і «Флоу» востаннє ввімкнули свої двигуни, щоб виробити залишки палива. «Ебб» і «Флоу», як і було заплановано, врізалися в поверхню супутника Землі 17 грудня близько 17:30 за східним часом США в районі кратера Ґольдшмідта. Швидкість зондів на момент падіння становила близько 1,7 кілометру на секунду, апарати врізалися в поверхню з проміжком в 20 секунд. У NASA відзначили, що це було зроблено для того, щоб супутники, які виконали свою місію після вироблення палива не могли становити загрозу для інших супутників. У момент падіння апаратів район падіння перебував у тіні, тому спостерігати завершення їхньої місії з Землі було неможливо.
Безіменній горі, місцю падіння «Ебба» і «Флоу», було присвоєно ім'я астронавта Саллі Райд, першої американки, що здійснила політ у космос. Райд, що померла в липні 2012 року, брала участь у роботі над проєктом GRAIL.

## Результати досліджень

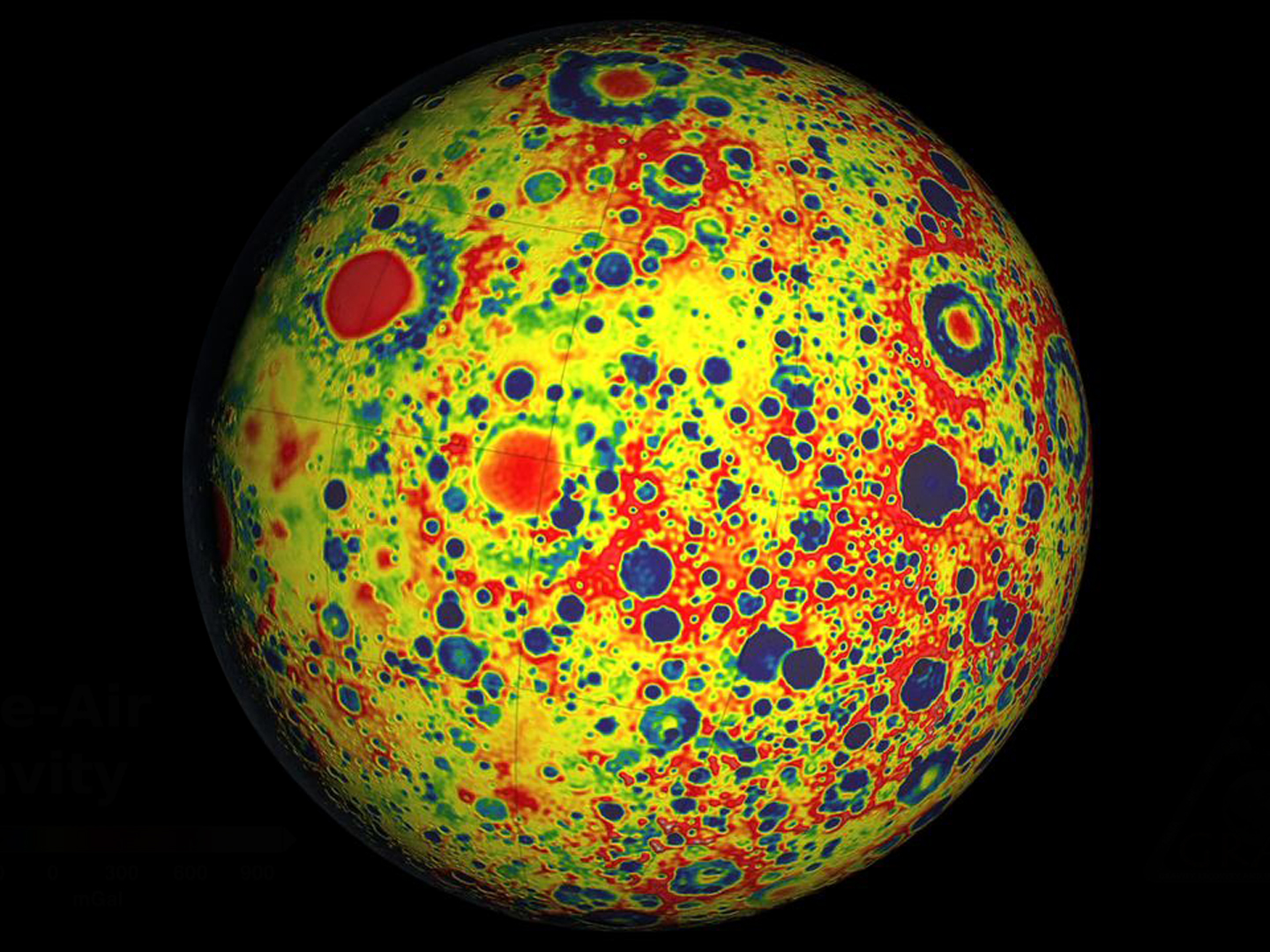
Гравітаційна мапа Місяця, створена в рамках програми GRAIL

За допомогою апаратів GRAIL було відкрито, що товщина місячної кори була помітно перебільшена. Сейсмографи, встановлені під час експедиції «Аполлона», давали результат у 60 кілометрів (після повторного аналізу — близько 45 кілометрів). Нові результати стверджують, що її товщина складає «всього» близько 30 кілометрів.
Завдяки новим відомостям учені встановили, що гравітаційне поле Місяця сильно пов'язане з його рельєфом — такого зв'язку не спостерігається ні в Землі, ні в Марса, ні у Венери. Дослідники вважають, що нові дані можуть значно підкорегувати існуючі уявлення про походження земного супутника. Згідно з моделлю ударного формування Місяць утворився в результаті зіткнення молодої Землі з планетою завбільшки приблизно з Марс 4,6 мільярда років тому. Гіпотетичне небесне тіло отримало назву Тейя.

## Виноски
1. ↑  Зонди NASA розбилися об поверхню Місяця. Архів оригіналу за 24 вересня 2015. Процитовано 18 грудня 2012.
2. ↑  Moon - Origin and Evolution. Encyclopedia Britannica. 9 червня 2022. Процитовано 14 травня 2023.